# Prp8
Prp8（pre-mRNA processing 8）は、スプライソソームの触媒コアに位置する高度に保存されたタンパク質であり、触媒コアで生じる分子的再編成に中心的な役割を果たしていることが明らかにされている。スプライソソームは、イントロンとエクソンを含んだ状態のpre-mRNAのスプライシングを担っている複合体である。スプライシングはmRNAの翻訳が行われる前に必要な転写後修飾の1つであり、スプライソソーム複合体によるイントロンの除去などの過程を経ることで成熟したmRNA転写産物が形成される。Prp8はスプライソソームにおけるRNA触媒のコファクターとして機能しているという仮説も立てられている。

## ホモログ
出芽酵母のPrp8タンパク質の系統名はYHR165Cであり、PRP8遺伝子は第VIII染色体に位置する。ヒトでは、Prp8タンパク質は17番染色体のPRPF8遺伝子にコードされ、この遺伝子は42個のエクソンから構成される。Prp8タンパク質の大きさは、生物種によって230–280 kDaである。Prp8タンパク質の配列は真核生物種の間で高度に保存されており、ヒトと酵母のPrp8ののアミノ酸配列の同一性は61%である。

## スプライシングにおける役割

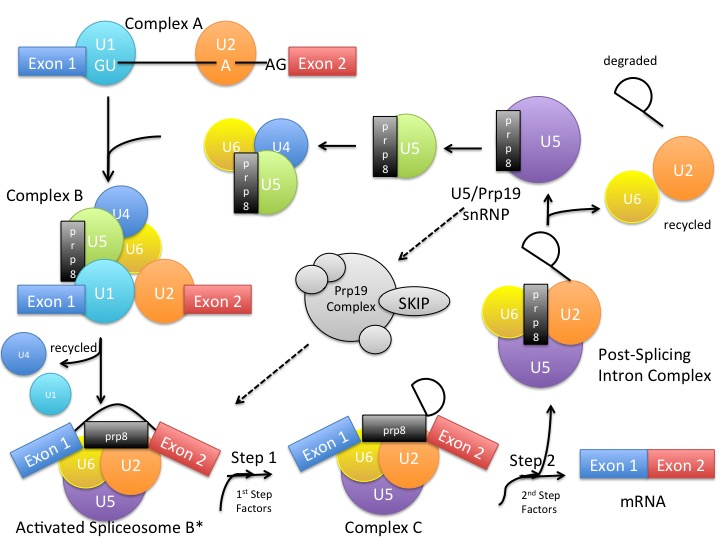
スプライシング機構。Prp8は黒色で示されている。

pre-mRNAスプライシングは2段階のエステル交換反応によって行われ、スプライソソーム内でヒドロキシル基による攻撃が行われる。これらの反応では、イントロンの除去はスプライソソームによって触媒され、グループIIイントロンと同様の機構が用いられている。この過程には5種類のsnRNPが関与しており、RNAに加えて約50種類のタンパク質がコアスプライソソームに寄与している。Prp8は、U5 snRNPの核となるタンパク質である。
Prp8の構造と機能の研究に広く用いられている手法は、免疫共沈降とウェスタンブロットである。Prp8の構造には、RNA認識モチーフ、C末端近傍のMPN/JABユビキチン結合ドメイン、そしてタンパク質を細胞核へ輸送するための標識となる核局在化シグナル（NLS）が含まれている。Prp8タンパク質（885–2413番残基）の結晶構造では、レトロエレメントにコードされる逆転写酵素やII型制限酵素に類似したドメインが密接に結合していることが明らかにされている。こうした構造エレメントの存在により、Prp8は不活性化されたレトロエレメントの逆転写酵素から進化し、自己スプライシング反応を行っていた祖先の触媒ドメインがsnRNPへと置き換わって機能しているものであると考えられている。

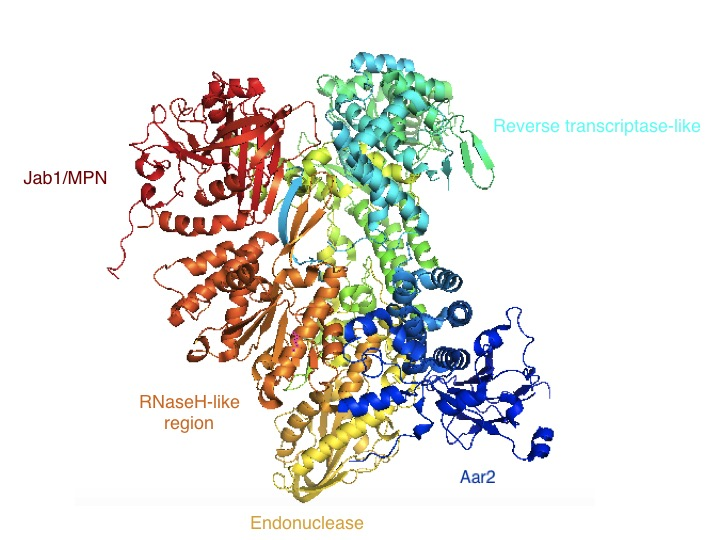
Aar2に結合したPrp8の結晶構造

Prp8は、結合したRNAやスプライシング反応基質の適切なコンフォメーションの維持に大きな役割を果たしている。Prp8は他の2つのU5 snRNP構成タンパク質とともに、スプライソソームの活性化と触媒活性中心の形成を補助している。GTPの加水分解によってPrp8の再編成が引き起こされてスプライソソームからU1 snRNPとU4 snRNPが放出され、スプライソソームの触媒コアが活性化されるというモデルが提唱されている。Prp8はスプライソソームにおいて足場タンパク質のような機能を果たし、相互作用する基質や多くのサブユニットに結合している。クロスリンク実験では、mRNAの3'スプライス部位と5'スプライス部位の双方に架橋される。

## 変異と疾患

### 欠損症
ヒトでは、Prp8の変異は網膜色素変性症と関係している。この疾患では網膜の光受容体の変性によって視力の喪失が引き起こされ、特に成人期に進行する。Prp8を原因とする場合には常染色体優性型の疾患であり、成熟mRNAの最終エクソンに位置する高度に保存された7つのアミノ酸の変化が引き起こされている。酵母での研究では、このC末端領域の変異によって、U5 snRNPの構成要素であるBrr2との相互作用に影響が生じることが示されている。

### さまざまな種でのPrp8変異の表現型
線虫Caenorhabditis elegansのPrp8は生殖や発生と関係している。RNAiによってPrp8をノックアウトした線虫では高度の不妊、透明な体色、突出した陰門がみられ、こうした表現型はいずれも生殖や発生と関係している。マウスではPrp8の変異によって網膜色素変性症（上述）と同様の症状がみられる。酵母では、Prp8の変異によってU5 snRNPの成熟に欠陥が生じる。